# Słociszki
Słociszki (biał. Слоцішкі; ros. Слотишки) − wieś na Białorusi, w obwodzie grodzieńskim, w rejonie oszmiańskim, w sielsowiecie Murowana Oszmianka.

## Historia
W czasach zaborów wieś w okręgu wiejskim Murowana Oszmianka, w gminie Polany, w powiecie oszmiańskim, w guberni wileńskiej Imperium Rosyjskiego. W 1866 roku liczyła 184 mieszkańców w 28 domach, należała do dóbr Pomerecz, własność Tortyłów. W 1905 roku liczyła 140 mieszkańców, 153 dziesięcin.
W latach 1921–1945 wieś leżała w Polsce, w województwie wileńskim, w gminie Turgiele, w powiecie wileńsko-trockim, a następnie w powiecie oszmiańskim, w gminie Polany.
W 1931 wieś w 32 domach zamieszkiwały 182 osoby.
Wierni należeli do parafii rzymskokatolickiej w Taboryszkach. Miejscowość podlegała pod Sąd Grodzki w Oszmianie i Okręgowy w Wilnie; właściwy urząd pocztowy mieścił się w Taboryszkach.
Po II wojnie światowej w granicach Związku Sowieckiego. Od 1991 w niepodległej Białorusi.